# Gymnocrotaphus curvidens
Gymnocrotaphus curvidens är en fiskart som beskrevs av Günther, 1859. Gymnocrotaphus curvidens ingår i släktet Gymnocrotaphus och familjen havsrudefiskar. Inga underarter finns listade i Catalogue of Life.